# Anastrepha duckei
Anastrepha duckei är en tvåvingeart som beskrevs av Lima 1934. Anastrepha duckei ingår i släktet Anastrepha och familjen borrflugor. Inga underarter finns listade i Catalogue of Life.